# Mirebeau
Cet article possède des paronymes, voir Mirabeau et Mirambeau.
Pour les articles homonymes, voir Mirebeau-sur-Bèze.
Mirebeau est une commune du Centre-Ouest de la France, située dans le département de la Vienne en région Nouvelle-Aquitaine.
Son dicton est « il en passe plus qu'il n'en reste ». car il se tenait dans ce bourg du Poitou surnommé « pays des ânes », un important marché aux ânes. Ses habitants sont appelés les Mirebalais.

## Géographie

### Localisation

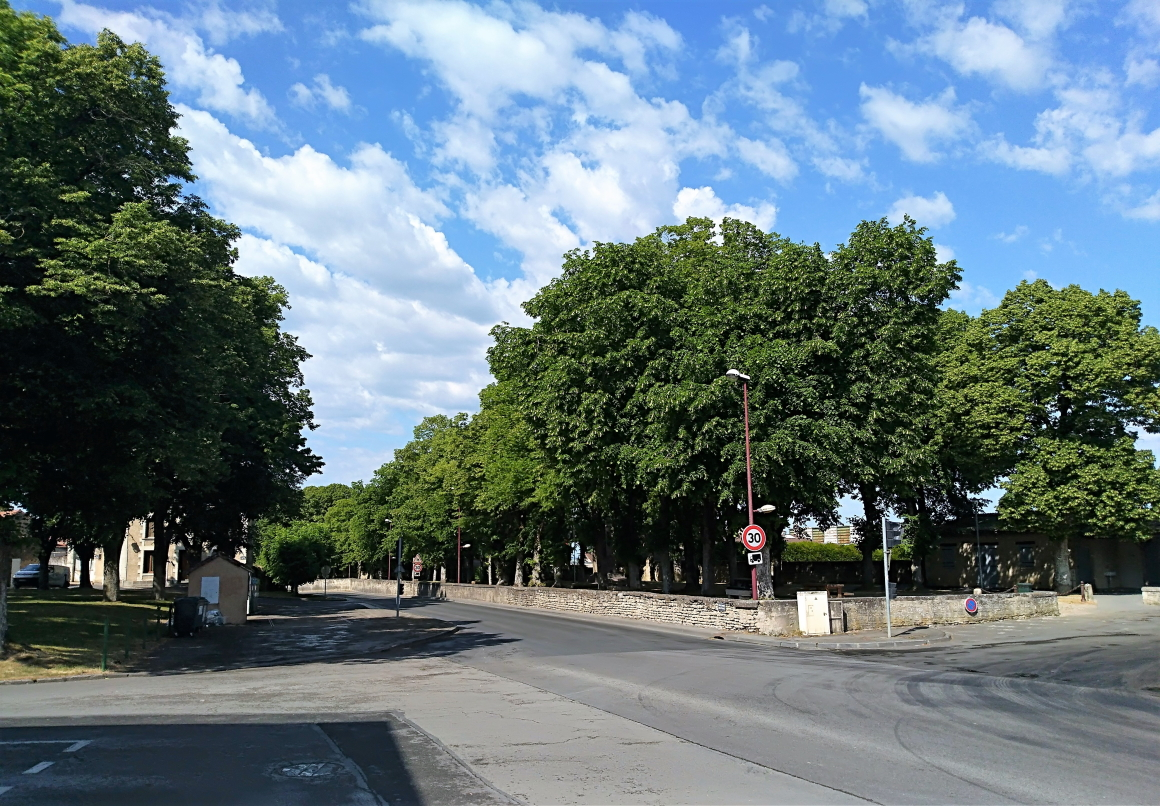
La route D 725 à Mirebeau en direction de Bressuire, Parthenay, des Deux-Sèvres et de la côte ouest de la France.

Mirebeau est bâtie sur une épaisse couche de tuffeau turonienne du crétacé supérieur culminant à 152 mètres d'altitude, dominant la campagne environnante, et marquant la limite nord-ouest du Haut-Poitou.
La commune est située à 30 km entre Loudun, ville la plus proche au nord, et Poitiers, au sud, par la route départementale D 347 reliant la préfecture de la Vienne à Saumur et Angers en Maine-et-Loire, à 30 km à l'ouest de Châtellerault par la D 725 menant cette dernière à Bressuire dans les Deux-Sèvres.
Capitale du Pays Mirebalais, pays traditionnel, le bourg de Mirebeau est donc situé à la croisée de trois anciennes provinces : l'Anjou, la Touraine et le Poitou.

### Communes limitrophes
|         | Chouppes              |           |
|         | Mirebeau              | Thurageau |
| Amberre | Saint-Martin-la-Pallu |           |

### Climat
Pour des articles plus généraux, voir Climat de la Nouvelle-Aquitaine et Climat de la Vienne.
Historiquement, la commune est exposée à un climat océanique du nord-ouest.  
En 2020, Météo-France publie une typologie des climats de la France métropolitaine dans laquelle la commune est exposée à un climat océanique altéré et est dans la région climatique  Poitou-Charentes, caractérisée par un bon ensoleillement, particulièrement en été et des vents modérés.
Pour la période 1971-2000, la température annuelle moyenne est de 12,1 °C, avec une amplitude thermique annuelle de 14,8 °C. Le cumul annuel moyen de précipitations est de 706 mm, avec 10,9 jours de précipitations en janvier et 6,8 jours en juillet. Pour la période 1991-2020, la température moyenne annuelle observée sur la station météorologique la plus proche, située sur la commune de Neuville-de-Poitou à 12,09 km à vol d'oiseau, est de 12,5 °C et le cumul annuel moyen de précipitations est de 704,6 mm,. Pour l'avenir, les paramètres climatiques de la commune estimés pour 2050 selon différents scénarios d’émission de gaz à effet de serre sont consultables sur un site dédié publié par Météo-France en novembre 2022.

### Voies de communication et transports
La commune est située au croisement de deux axes routiers fréquentés : la RD 725 reliant Bressuire à Châtellerault et la RN 147 reliant Angers à Limoges par Saumur et Poitiers, à moins de 30 km au nord de Poitiers.

## Urbanisme

### Typologie
Au 1er janvier 2024, Mirebeau est catégorisée bourg rural, selon la nouvelle grille communale de densité à sept niveaux définie par l'Insee en 2022.
Elle appartient à l'unité urbaine de Mirebeau, une unité urbaine monocommunale constituant une ville isolée,. La commune est en outre hors attraction des villes,.

### Occupation des sols
L'occupation des sols de la commune, telle qu'elle ressort de la base de données européenne d’occupation biophysique des sols Corine Land Cover (CLC), est marquée par l'importance des territoires agricoles (83,9 % en 2018), en diminution par rapport à 1990 (86,8 %). La répartition détaillée en 2018 est la suivante : 
terres arables (58,9 %), zones agricoles hétérogènes (25 %), zones urbanisées (14,5 %), forêts (1,6 %). L'évolution de l’occupation des sols de la commune et de ses infrastructures peut être observée sur les différentes représentations cartographiques du territoire : la carte de Cassini (XVIIIe siècle), la carte d'état-major (1820-1866) et les cartes ou photos aériennes de l'IGN pour la période actuelle (1950 à aujourd'hui).

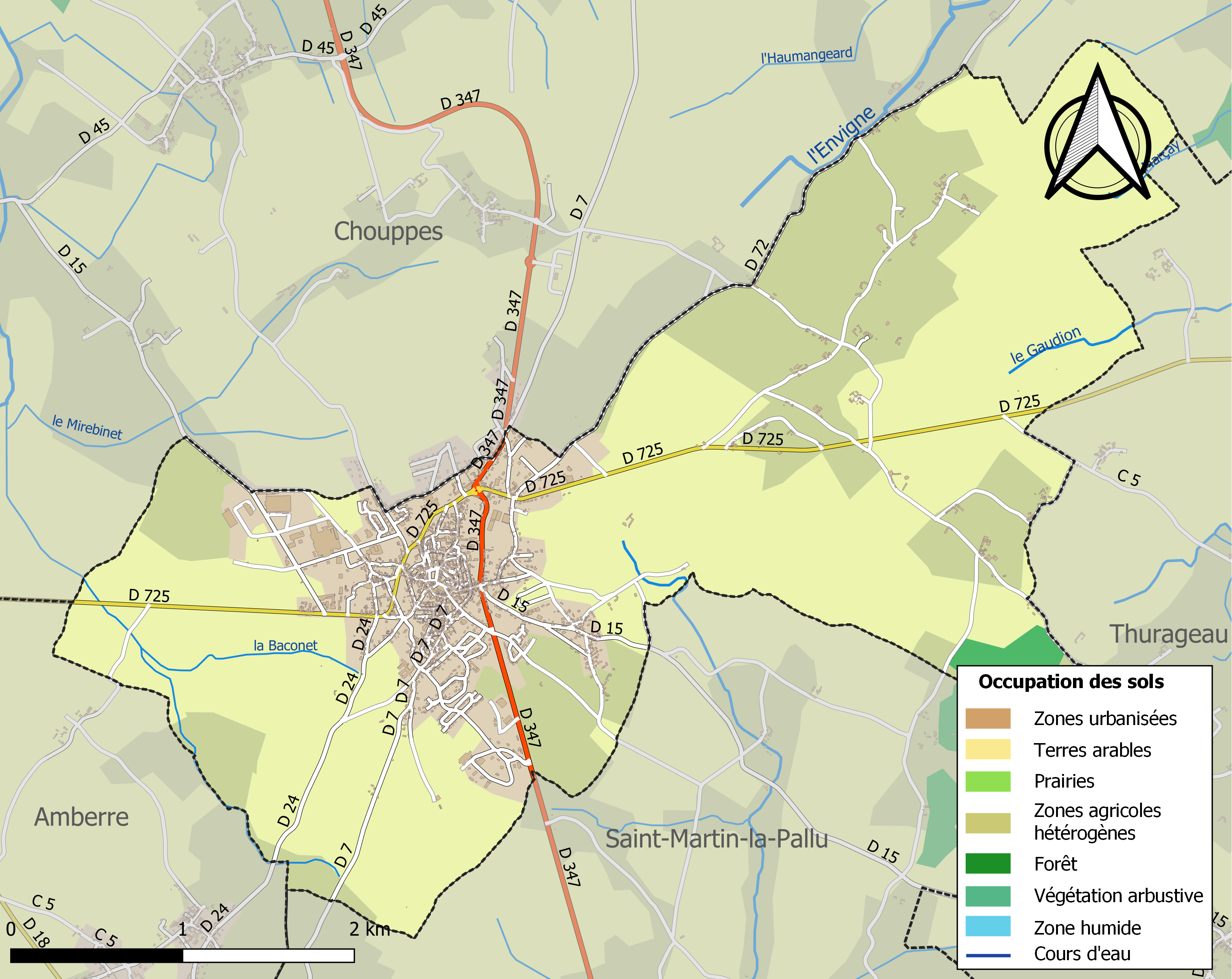
Carte des infrastructures et de l'occupation des sols de la commune en 2018 (CLC).

### Risques majeurs
Le territoire de la commune de Mirebeau est vulnérable à différents aléas naturels : météorologiques (tempête, orage, neige, grand froid, canicule ou sécheresse), mouvements de terrains et séisme (sismicité modérée). Il est également exposé à un risque technologique,  le transport de matières dangereuses. Un site publié par le BRGM permet d'évaluer simplement et rapidement les risques d'un bien localisé soit par son adresse soit par le numéro de sa parcelle.

#### Risques naturels

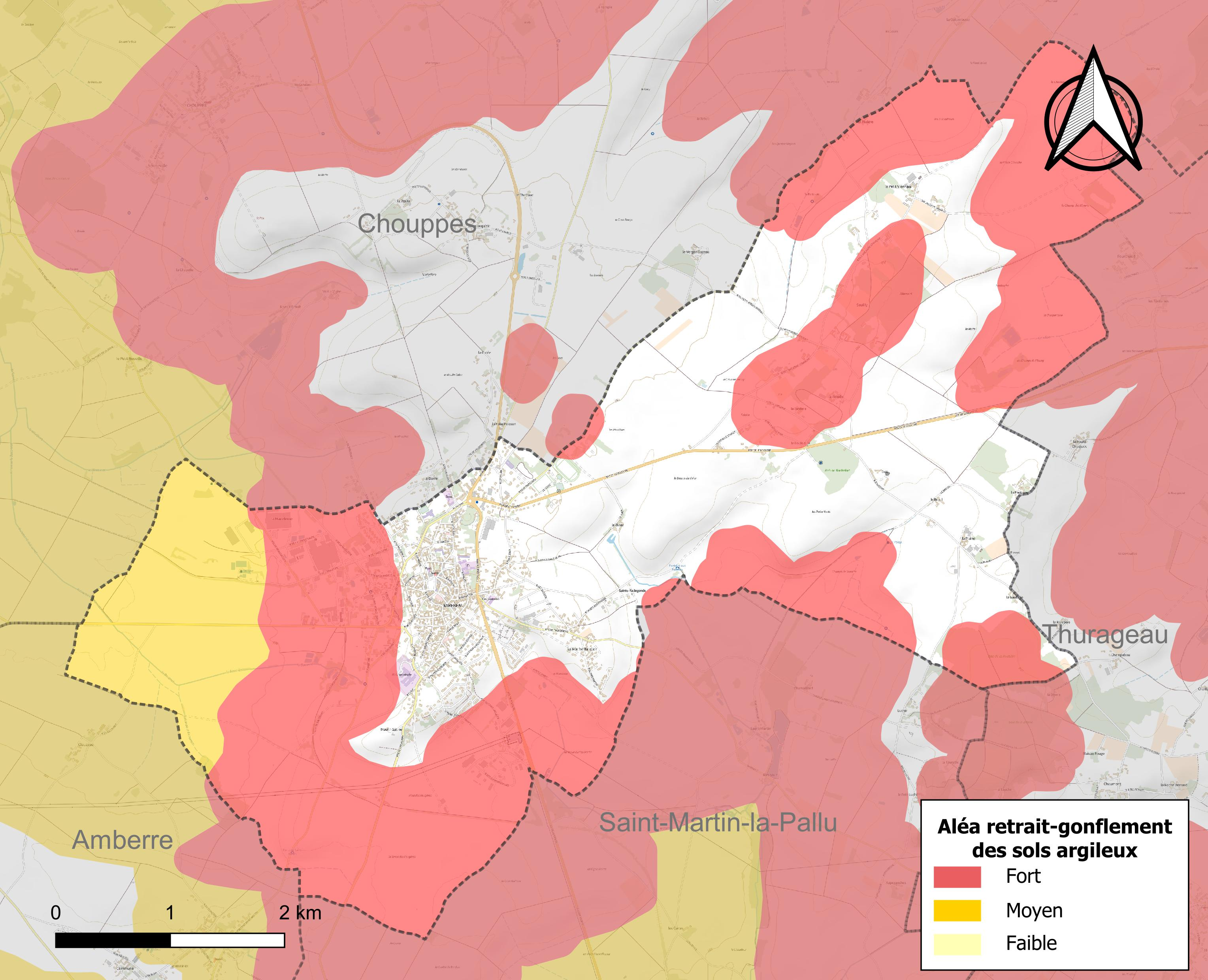
Carte des zones d'aléa retrait-gonflement des sols argileux de Mirebeau.

Les mouvements de terrains susceptibles de se produire sur la commune sont des affaissements et effondrements liés aux cavités souterraines (hors mines) et des tassements différentiels. Afin de mieux appréhender le risque d’affaissement de terrain, un inventaire national permet de localiser les éventuelles cavités souterraines sur la commune. Le retrait-gonflement des sols argileux est susceptible d'engendrer des dommages importants aux bâtiments en cas d’alternance de périodes de sécheresse et de pluie. 57,1 % de la superficie communale est en aléa moyen ou fort (79,5 % au niveau départemental et 48,5 % au niveau national). Depuis le 1er octobre 2020, en application de la loi ÉLAN, différentes contraintes s'imposent aux vendeurs, maîtres d'ouvrages ou constructeurs de biens situés dans une zone classée en aléa moyen ou fort,.
La commune a été reconnue en état de catastrophe naturelle au titre des dommages causés par les inondations et coulées de boue survenues en 1982, 1995, 1999, 2010 et 2014, par la sécheresse en 1989, 2003, 2005 et 2017, par des mouvements de terrain en 1999 et 2010 et par des glissements de terrain en 1995.

## Toponymie
Le nom de la ville découle du latin Mirabellum qui désigne un lieu d'où l'horizon est bien visible.

## Histoire
Contrairement au découpage actuel, où la région Nouvelle-Aquitaine présente au nord du département de la Vienne une excroissance pour englober Loudun, au Moyen Âge et jusqu'à la Révolution française, c'est le Saumurois et l'Anjou qui s'enfoncent dans le Poitou actuel englobant Loudun jusqu'à Mirebeau au sud.
Aux IXe et Xe siècles, la cité de Mirebeau, protégée par une enceinte et qui semble être presque exclusivement centrée sur ses deux premières églises, Notre-Dame et Saint-Hilaire, relève du comte de Poitou.
À la suite d'un conflit entre les comtes d'Anjou et de Poitou à la fin du Xe siècle, Geoffroy Grisegonelle, reçoit en fief Loudun et Mirebeau. Son fils, Foulques Nerra (v. 965/970-1040) y construit, au nord, un château (castellum) sur motte, nommée « Cuve d'Anjou » du fait de ses hauts murs, autour de l'an mil. Selon un diplôme du roi des Francs Robert II daté de 1002-1006, le château de Mirebeau aurait été construit par Foulques Nerra, ce qui nous donne une date probable de construction entre 987 à partir de laquelle il accède au titre comtal et 1006. Il en confie ensuite la garde à l'un de ses fidèles, Guillaume connu entre 1017 et 1044. La motte qui est bâtie sur un point élevé, en-dehors de la cité de Mirebeau, à mi-chemin entre Loudun (cité angevine) et Poitiers (cité poitevine) fait partie d'un réseau de fortifications édifiées par Foulques Nerra afin d'asseoir son autorité.
Son fils, Geoffroy II d'Anjou, après sa victoire à la bataille de Moncontour en 1033, retient prisonnier pendant cinq ans Guillaume VI, duc d’Aquitaine et comte du Poitou. C’est à partir de cette date que Mirebeau, comme seigneurie, appartient au comté d’Anjou jusqu’en 1790.
En 1130, la forteresse de Mirebeau tenue par le baron du lieu, Thibaud de Blason, à la tête d'un mouvement de révolte, est assiégée et prise par le comte d'Anjou, Geoffroy le Bel. Le château est encore isolé de la ville. Après la mort de ce dernier, ses deux fils, Henri devenu roi d'Angleterre et Geoffroy entrent en conflit, et en 1156, Henri II défie son frère et s'empare de Mirebeau. En 1190, Richard Cœur de Lion, fils d'Henri II attribue le château et la ville à sa mère, Aliénor d’Aquitaine. C'est à cette époque que l'enceinte de la ville est étendue vers le nord englobant la motte.
À la mi-juillet 1202, la reine Aliénor d’Aquitaine, restée fidèle à son fils Jean sans Terre, est assiégée par l’armée du roi de France commandée par son petit-fils, le duc de Bretagne, Arthur Ier de Bretagne. Il prend la ville, et s'apprête à donner l’assaut au château où s’est réfugiée Aliénor lorsqu’elle est sauvée par l’arrivée de son fils Jean sans Terre, le 1er août. Jean, prenant à revers les troupes d'Arthur, les anéantit et capture son neveu Arthur qu'il tuera dans sa prison en avril 1203 (une des versions de la mort d'Arthur) et Hugues de Lusignan. En 1205-1206, la place tombe sous l'autorité de Philippe Auguste, et en 1230, Mirebeau est à nouveau assiégé, mais sans succès, cette fois par Henri III, roi d'Angleterre.
Au XIVe siècle, Mirebeau est érigée en baronnie relevant, avec Moncontour, de la sénéchaussée d'Angers. La baronnie de Mirebeau comportait 114 fiefs.
Le couvent des franciscaines est fondé en 1411, puis réorganisé en 1616.
En 1429, durant son trajet pour Orléans, pour mettre fin au siège, Jeanne d'arc passera une nuit à l'auberge de Mirebeau, aujourd'hui toujours visible, place de la Poterie.

La sénéchaussée de Saumur en Anjou au XVIIIe siècle.

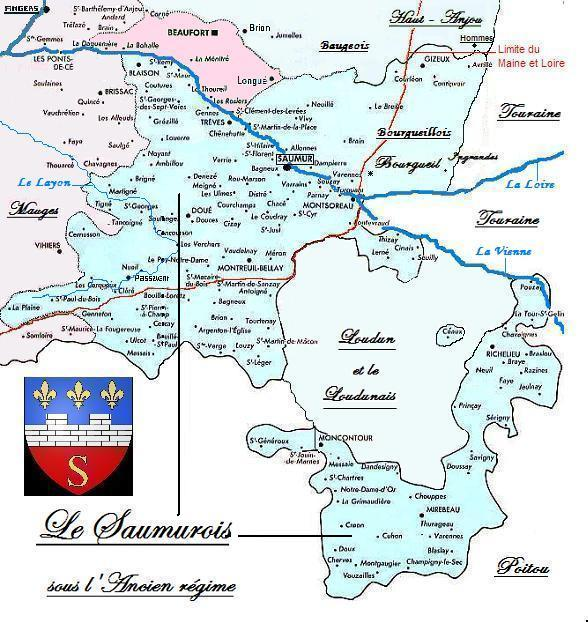
Sénéchaussée de Saumur sous l'Ancien Régime.

En 1453, le duc d'Anjou et baron de Mirebeau, René de France ordonne « une importante campagne de travaux portant sur les remparts et sur le château : il fit refaire « pont et portes »,  « remectre en point » salles et chambres, construire « deux chapelles » et souhaita que le château fut « tout couvert d'ardoise toutes neuves et la charpenterie aussi touste neuve » ».
Le château est reconstruit pour Jean de Moulins de Rochefort — secrétaire du roi Louis XI, échevin et maire de Poitiers — avec l'accord du duc d'Anjou du 10 mars 1474.
Au début du XVIe siècle, le château de Mirebeau se présente ainsi : « Dans le haut de la ville, et séparée d'elle par des douves profondes, s'élevait la grosse tour du donjon, renforcée elle-même par d'autres plus petites, au centre d'une cour basse, entourée de doubles fossés, tours, barbacanes, créneaux, et autres fortifications en usage dans les châteaux de cette époque ».
En 1551 furent créés les présidiaux. La baronnie de Mirebeau, qui possède une justice seigneuriale, formait une enclave relevant toujours de la sénéchaussée d’Angers, transformée en présidial d'Angers en 1551.
Durant la  seconde moitié du XVIe siècle, les guerres de Religion font passer plusieurs fois Mirebeau aux mains des catholiques et des protestants.
Lorsque fut créée la sénéchaussée de Saumur en 1572, le Mirebalais en fit partie, mais Mirebeau continua à être sous le présidial d’Angers.
Le 7 février 1628, la baronnie de Mirebeau est acquise par le cardinal de Richelieu et unie en 1631 au duché-pairie de Richelieu, dont le tribunal ducal relevait à la fois du Parlement de Paris et de la sénéchaussée de Saumur. La ville tombe alors en déclin au profit de la ville nouvellement créée par Richelieu à proximité. En 1636, il ordonne la destruction de la Cuve d'Anjou. Les fossés doivent être progressivement comblés et les murs démantelés pour contribuer à la construction de Richelieu.
En 1789, lors de la Révolution française, l'Assemblée constituante ordonne la création de départements. Les cités de Mirebeau et de Moncontour sont rattachées au département de la Vienne. Les habitants de Mirebeau accueillent favorablement les avancées de la Révolution française. Ils plantent un arbre de la liberté, symbole de la Révolution, qui devient le lieu de ralliement de toutes les fêtes et des principaux événements révolutionnaires, comme le serment de haine à la royauté.
Le château est transformé en prison pour hommes pendant la Révolution, puis devient une ferme.
Pendant la Seconde Guerre mondiale, un camp de prisonniers de l’armée d'Afrique est établi par les Allemands à Mirebeau : ils sont affectés aux travaux agricoles dans le canton. Progressivement, ils sont renvoyés en Afrique par l’occupant ; un certain nombre d’entre eux ont disparu.

## Politique et administration

### Intercommunalité
La communauté de communes du Mirebalais associe les communes de : Amberre, Champigny-le-Sec, Cherves, Chouppes, Coussay, Cuhon, Maisonneuve, Massognes, Mirebeau, Thurageau, Varennes et Vouzailles.

### Liste des maires
| Période                                  | Période   | Identité                 | Étiquette           | Qualité |
| ---------------------------------------- | --------- | ------------------------ | ------------------- | --- |
| 1790                                     |           | Ayrault                  |                     | |
|                                          | ca 1793   | Jean Dubois              |                     | |
|                                          |           | Lafont                   |                     | Notaire |
| 1794                                     |           | Rousseau-Laspois         | Républicain         | |
| Les données manquantes sont à compléter. |           |                          |                     | |
| 1830                                     | 1834      | Charles Rousseau-Laspois | Socialiste          | Propriétaire Conseiller général du canton de Mirebeau (1833 → 1834)                                                                                            |
| Les données manquantes sont à compléter. |           |                          |                     | |
| 1848                                     | 1851      | Charles Rousseau-Laspois | Républicain         | Conseiller général du canton de Mirebeau (1848 → 1852) |
| Les données manquantes sont à compléter. |           |                          |                     | |
| ca 1891                                  |           | René                     |                     | |
| Les données manquantes sont à compléter. |           |                          |                     | |
| 1908                                     | 1953      | Camille Rimbert          | Gauche indépendante | Conseiller général de Monts-sur-Guesnes (1907-1940), Député de la Vienne (1932-1936)                                                                           |
| Les données manquantes sont à compléter. |           |                          |                     | |
| avril 1979                               | mars 2001 | Daniel Veillon           | SE                  | Professeur certifié Président du district du Pays Mirebalais (1989 → 2001) Président du Pays du Haut-Poitou (1995 → 2001) Nommé maire honoraire le 3 mars 2005 |
| mars 2001                                | mars 2008 | Bernard Rousselle        | PS                  | Professeur de mathématiques Ancien conseiller général du canton de Mirebeau (1979 → 1992) Ancien président du district de Mirebeau (1979 → 1987)               |
| mars 2008                                | En cours  | Daniel Girardeau         | UMP-LR              | Retraité de l'industrie Réélu en 2014 et 2020 |
| Les données manquantes sont à compléter. |           |                          |                     | |

### Instances judiciaires et administratives
La commune relève du tribunal d'instance de Poitiers, du tribunal de grande instance de Poitiers, de la cour d'appel de Poitiers, du tribunal pour enfants de Poitiers, du conseil de prud'hommes de Poitiers, du tribunal de commerce de Poitiers, du tribunal administratif de Poitiers et de la cour administrative d'appel de Bordeaux, du tribunal des pensions de Poitiers, du tribunal des affaires de la Sécurité sociale de la Vienne, de la cour d’assises de la Vienne.

### Services publics
Les réformes successives de La Poste ont conduit à la fermeture de nombreux bureaux de poste ou à leur transformation en simple relais. Toutefois, la commune a pu maintenir le sien.

### Jumelages
La ville est jumelée avec :
- Bassemyam (Burkina Faso) ;
- Membrilla (Espagne) ;
- Regen (Allemagne) ;
- Saint-Raymond (Québec).

## Démographie
L'évolution du nombre d'habitants est connue à travers les recensements de la population effectués dans la commune depuis 1793. Pour les communes de moins de 10 000 habitants, une enquête de recensement portant sur toute la population est réalisée tous les cinq ans, les populations de référence des années intermédiaires étant quant à elles estimées par interpolation ou extrapolation. Pour la commune, le premier recensement exhaustif entrant dans le cadre du nouveau dispositif a été réalisé en 2005.

En 2022, la commune comptait 2 144 habitants, en évolution de −3,12 % par rapport à 2016 (Vienne : +0,6 %, France hors Mayotte : +2,11 %).
| 1793  | 1800  | 1806  | 1821  | 1831  | 1836  | 1841  | 1846  | 1851  |
| ----- | ----- | ----- | ----- | ----- | ----- | ----- | ----- | ----- |
| 1 902 | 2 021 | 1 633 | 2 181 | 2 405 | 2 555 | 2 544 | 2 641 | 2 732 |

| 1856  | 1861  | 1866  | 1872  | 1876  | 1881  | 1886  | 1891  | 1896  |
| ----- | ----- | ----- | ----- | ----- | ----- | ----- | ----- | ----- |
| 2 426 | 2 719 | 2 621 | 2 646 | 2 710 | 2 700 | 2 732 | 2 739 | 2 589 |

| 1901  | 1906  | 1911  | 1921  | 1926  | 1931  | 1936  | 1946  | 1954  |
| ----- | ----- | ----- | ----- | ----- | ----- | ----- | ----- | ----- |
| 2 535 | 2 508 | 2 507 | 2 226 | 2 220 | 2 242 | 2 297 | 2 278 | 2 362 |

| 1962  | 1968  | 1975  | 1982  | 1990  | 1999  | 2005  | 2006  | 2010  |
| ----- | ----- | ----- | ----- | ----- | ----- | ----- | ----- | ----- |
| 2 212 | 2 142 | 4 922 | 2 379 | 2 299 | 2 254 | 2 226 | 2 215 | 2 175 |

| 2015  | 2020  | 2022  | - | - | - | - | - | - |
| ----- | ----- | ----- | - | - | - | - | - | - |
| 2 195 | 2 147 | 2 144 | - | - | - | - | - | - |

La densité de population de la commune est de 164 hab./km2. Celle du département est  de 61 hab./km2. Elle est de 68 hab./km2 pour la région Poitou-Charentes et de 115 hab./km2 pour la France (INSEE - 2008).

## Économie

### Agriculture
Selon la direction régionale de l'Alimentation, de l'Agriculture et de la Forêt de Poitou-Charentes, il n'y a plus que 9 exploitations agricoles en 2010 contre 31 en 2000.
Les surfaces agricoles utilisées ont chuté et sont passées de 1 333 hectares en 2000 à 860 hectares en 2010. 64 % sont destinées à la culture des céréales (blé tendre essentiellement) et 18 % pour les oléagineux (colza et tournesol).
En 2000, 52 hectares (45 en 2010) étaient consacrés à la vigne pour la production des vins AOC Haut-Poitou.
L'élevage de volaille a disparu au cours de cette décennie (145 têtes réparties sur treize fermes).

### Industrie
- Zone industrielle à l'ouest de la commune, comprenant entre autres, le site de production Marie Surgelés (anciennement Établissements Gérard Gorcy) et l'entreprise Sateco.
- Zone artisanale, au sud, en direction de Poitiers.

### Foires et Commerces
Les Floralies mirebalaises : chaque année, le dernier week-end d'avril, sous le marché couvert et à l'extérieur, est organisé un important marché de plantes, de fleurs, et d'artisanat.
La fête de l'Âne : elle avait lieu chaque année, l'avant-dernier samedi du mois d'août sur la place du Mail à Mirebeau. Cette fête rassemblait plus d'une centaine d'ânes. Un concours régional était organisé le matin tandis que l'après-midi était consacré aux baudets et aux animations. La fête de l'Âne n'est plus au calendrier des manifestations de Mirebeau depuis 2008.
Un marché se tient toutes les semaines, le mercredi matin, place de la République (50 exposants) et le samedi matin, toujours place de la République (50 exposants).

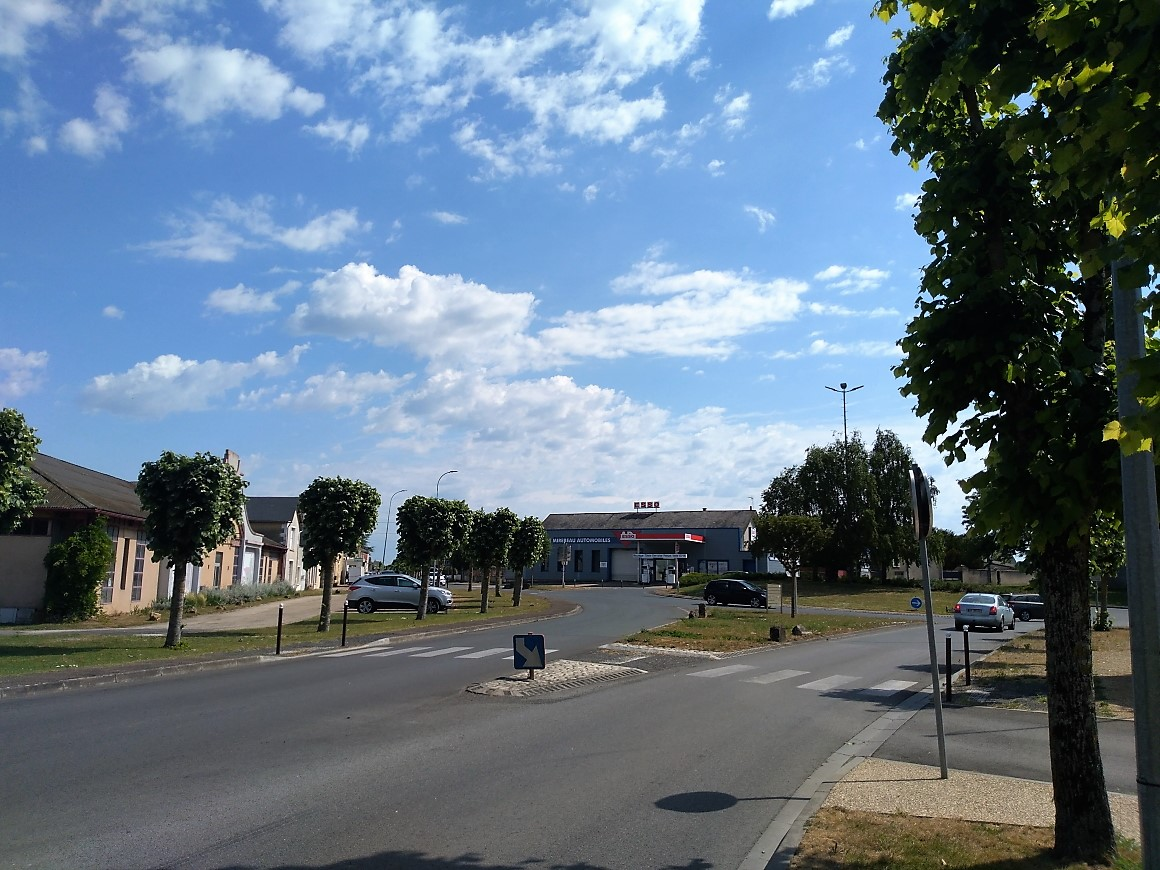
Le marché couvert près du rond-point des routes de Poitiers, Châtellerault et Loudun.
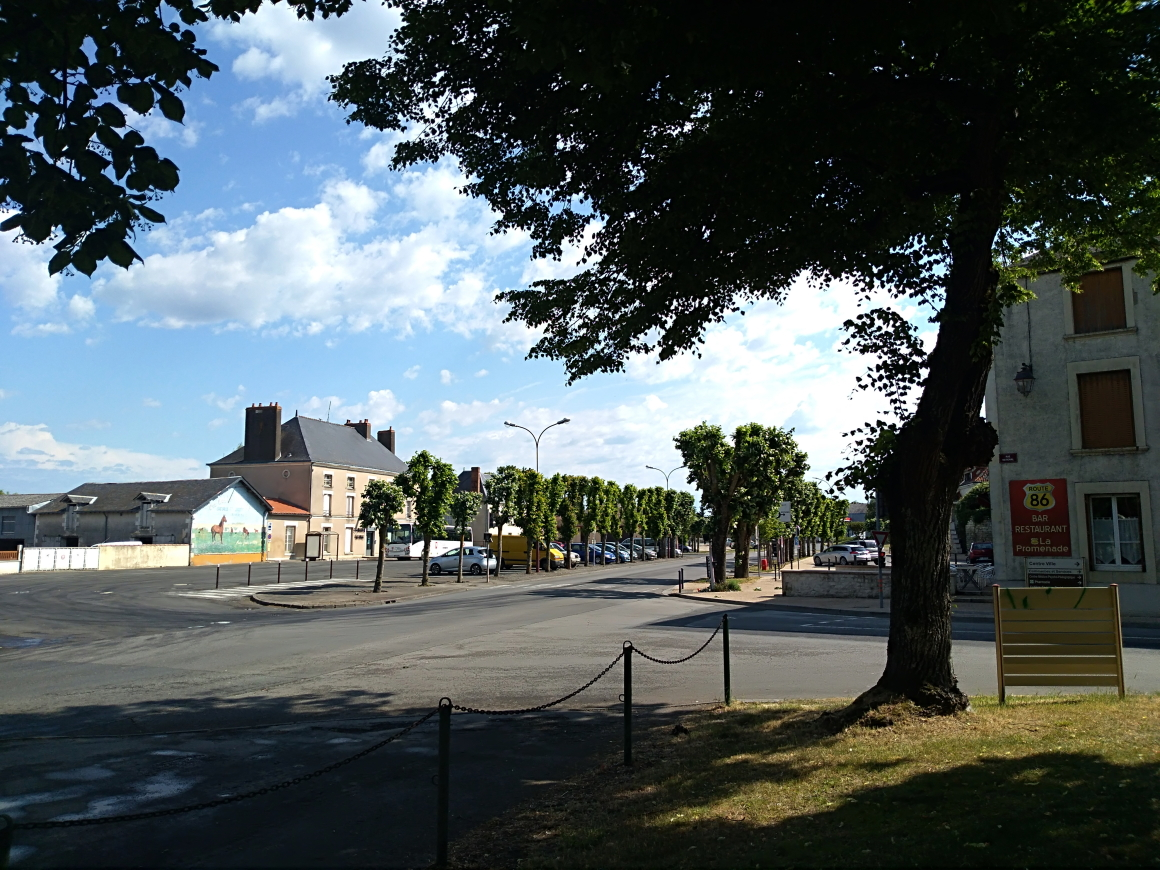
La place du Mail et sa gendarmerie où se tenait la fameuse foire aux ânes.
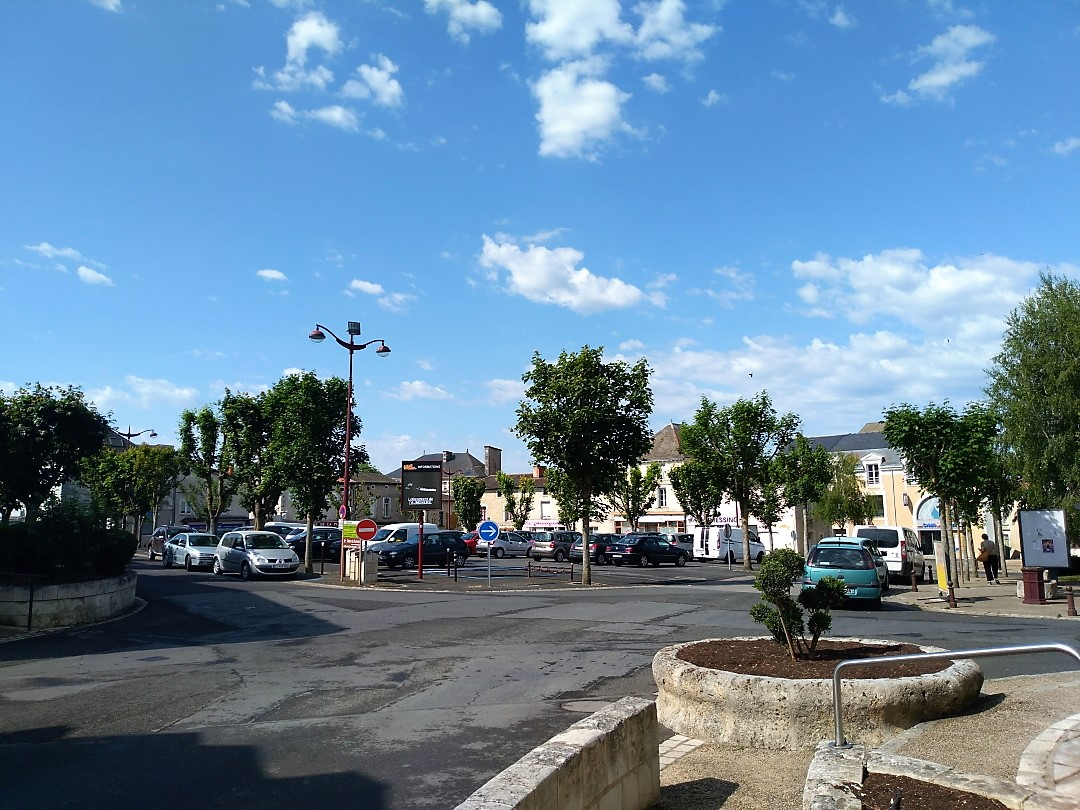
La place de la République, place centrale et principale place de Mirebeau où se tient le marché.

## Culture locale et patrimoine

### Lieux et monuments

#### Patrimoine civil
- L'emplacement du château construit pour Foulques Nerra au XIe siècle et détruit en 1621 sur l'ordre de Richelieu[41].

La motte de Mirebeau située au nord de la ville était ceinturée du nord-ouest jusqu'au sud-est par les remparts élevés durant la seconde moitié du XIIe siècle et renforcée de onze tours. Il ne reste aujourd'hui plus aucune construction significative sur la plate-forme sommitale de la motte, bien qu'elle reste encore bien marquée, notamment par les anciens fossés encore bien visibles qui mesurent en moyenne trois mètres de large, qui n'ont été que partiellement remblayés, est permettent d'en faire le tour.
La motte artificielle, qui est bien ronde, a un diamètre, pris à l'intérieur des murailles du fossé, de 86 mètres sur l'axe est-ouest et de 84 mètres sur l'axe nord-sud, et au sommet un diamètre d'environ 55 mètres pour une hauteur moyenne entre le fossé et le sommet de 8 à 10 mètres. Deux escarpements jalonnent sa pente : le premier est une chemise en pierre de tuffeau qui délimite le fossé et dont la hauteur varie entre un peu moins d'un mètre et plus de deux, le second qui délimite l'intérieur de la cour sommitale est en grande partie formée par des petites falaises de roche en place qui ont pu être retaillé afin de les rendre plus verticales et atteignent quatre mètres par endroits. Entre les deux escarpements le terrain est en pente douce voire presque plat, sauf au nord-est, où ils se rejoignent et forment une seule falaise rocheuse de près de dix mètres de haut, et où s'ouvre une petite carrière souterraine. Outre la modeste carrière, d'autres cavités ont été creusées dans la motte : à l'est, une petite cave voûtée, à l'ouest un souterrain aménagé, à l'est dans la contrescarpe du fossé où a été creusé un ensemble de cavités troglodytiques, ainsi que plusieurs puits et une citerne d'un diamètre d'environ 2,5 mètres profonde d'environ 4,2 mètres.
- Les vestiges des anciens remparts de la citadelle, boulevard Foulques-Nerra, rue Curie, rue de la Tour-Candale sont inscrits au titre des monuments historiques 23 octobre 1941, ainsi que l'ensemble de la forteresse d'agglomération datée des XVIIe et XVIIIe siècles[43],[44].
- Le château situé au lieu-dit Rochefort a été construit à partir de 1475 pour remplacer un château plus ancien détruit par un incendie. Il a été réaménagé au XVIIe siècle. Inscrit monument historique le 30 octobre 1925[45], il est en cours de restauration. Il comporte une écurie une remise, un four à pain et une chapelle. Le bâtiment à deux étages en pierre de taille et calcaire est desservi par un escalier hors-œuvre.
- La grange aux dîmes daterait du XIIIe siècle. Une tourelle et une maison du XVe siècle, une maison du XVIIe siècle ont été inscrites monument historique le 18 février 1927. Six autres maisons remonteraient au XVe siècle ainsi que le lavoir de la Fontaine aux Femmes et la fontaine de la rue du Baconnet.
- De nombreuses maisons, un pigeonnier carré à la Fouleresse et un moulin à la Roche-Bridier datent du XVIIIe siècle.
- Souterrain-refuge de La Fouleresse avec notamment une salle avec un pilier[46].
- L'habitat refuge cavernicole : ce refuge souterrain pouvait accueillir les populations lors des conflits. Il se compose d'une salle de garde, d'un four intérieur, d'une cheminée, d'un pigeonnier seigneurial, d'une écurie.
- Le musée du Haut-Poitou : ce musée d'art et tradition populaire expose des outils anciens et des objets de la vie quotidiennes des campagnes poitevines. Quatre mille objets sont présentés dont une scie circulaire de 1860 en état de marche, un ensemble de distillerie de 1890, des moteurs de lave-linge de 1830 à 1948, des photocopieurs de 1905 et plus de 400 poupées en porcelaine. Une grande maquette animée de cent mètres carrés présente l'évolution de la ville de Mirebeau du XIIe au XXe siècle.
- Le musée Georges-David. C'est un petit musée consacré à un horloger-écrivain-poète-musicien qui dépeint la vie provinciale au XIXe siècle.
- 6 fontaines à la base d'une colline, d'où provient l'eau alimentant Mirebeau : la fontaine du Baconnet, la fontaine des Hommes, la fontaine des Femmes, la fontaine du Pas-Saint-Martin, la fontaine de la Madeleine, la fontaine de Merbaux.

#### Patrimoine religieux
- L'aumônerie Saint-Jean est datée de 1185.
- La collégiale Notre-Dame ou église Notre-Dame de Mirebeau est une église à trois vaisseaux en forme de croix latine reconstruite au XIXe siècle. De l'église du XIIe siècle détruite en 1568 durant la deuxième guerre de Religion, reconstruite en 1573, il ne reste que les deux travées formant l'actuelle sacristie. On peut remarquer sur l'un des vitraux le blason de Karol Wojtyla (plus connu sous le nom de Jean-Paul II) qui fit une donation à l’église. Sur la façade, on peut remarquer aussi deux statues de saints.
- Le prieuré Saint-André fondé entre 1051 et 1053 a été inscrit comme monument historique en 1926 pour sa salle capitulaire (mais pas l'église actuelle construite au XIXe siècle), tandis que les bâtiments formant l'ancien prieuré l'ont été en 2003. Il contient une statue d'une Vierge à l'Enfant en bois peint doré du XIIe siècle, un fragment de retable peint et deux groupes de cinq stalles du XVe siècle et une chaire à prêcher du XVIIe siècle.
- Le couvent dit des Clarisses fondé au XVe siècle dont il reste l'ancien logis abbatial, une tourelle à mâchicoulis et la chapelle inscrite monument historique le 9 juillet 2003. Une de ses portes de style Renaissance l'a été dès 1932. La chapelle a été remaniée au XVIIIe siècle mais a conservé sa charpente lambrissée du XVe siècle.
- De l'église Saint-Pierre qui a été fermée en 1760 et démolie en 1778 ne subsiste que le chœur daté du XIIe siècle.
- L'église de Bournezeau construite à la fin du XVIe siècle possède un portail qui a été inscrit monument historique le 4 octobre 1932.
- L'église paroissiale Notre-Dame située au lieudit Seuilly daterait du XIIe siècle.
- C'est sur l'emplacement de l'église Saint-Hilaire qu'a été construite la mairie. De cette église qui aurait existé dès le Xe siècle, il ne reste que des vestiges de l'abside paraissant dater du XIIe siècle.
- La chapelle Notre-Dame de Seuilly date du XVIIIe siècle.
- Le calvaire de Gâline situé à un kilomètre de Mirebeau, le long de la route départementale D 7, en allant vers Champigny. C'est un étrange monument bâti par un curé un peu fou, au début du XXe siècle. Il est composé de trois tableaux : la Montée du Golgotha, la Crucifixion, la Mise au tombeau. Ces scènes regroupent treize personnages grandeur nature qui résument les derniers instants de la vie du Christ.

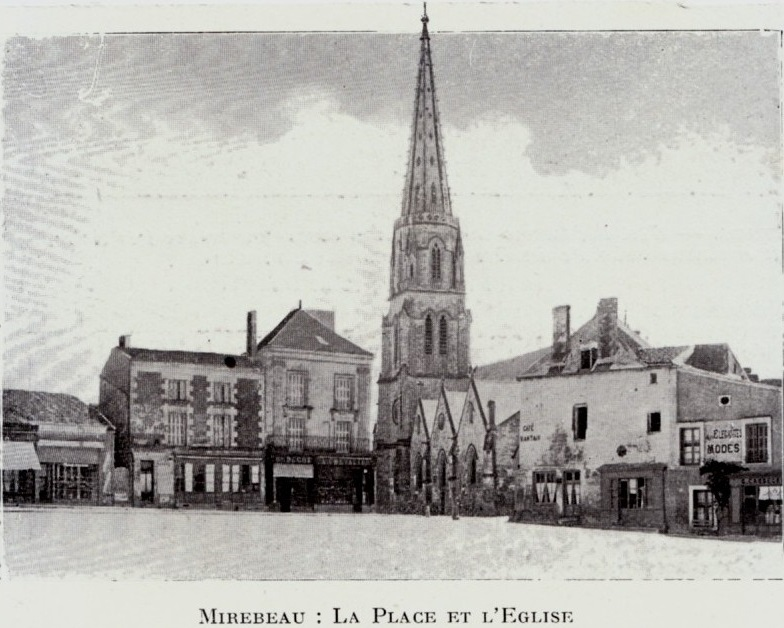
La place principale de Mirebeau et son église au début du XXe siècle.
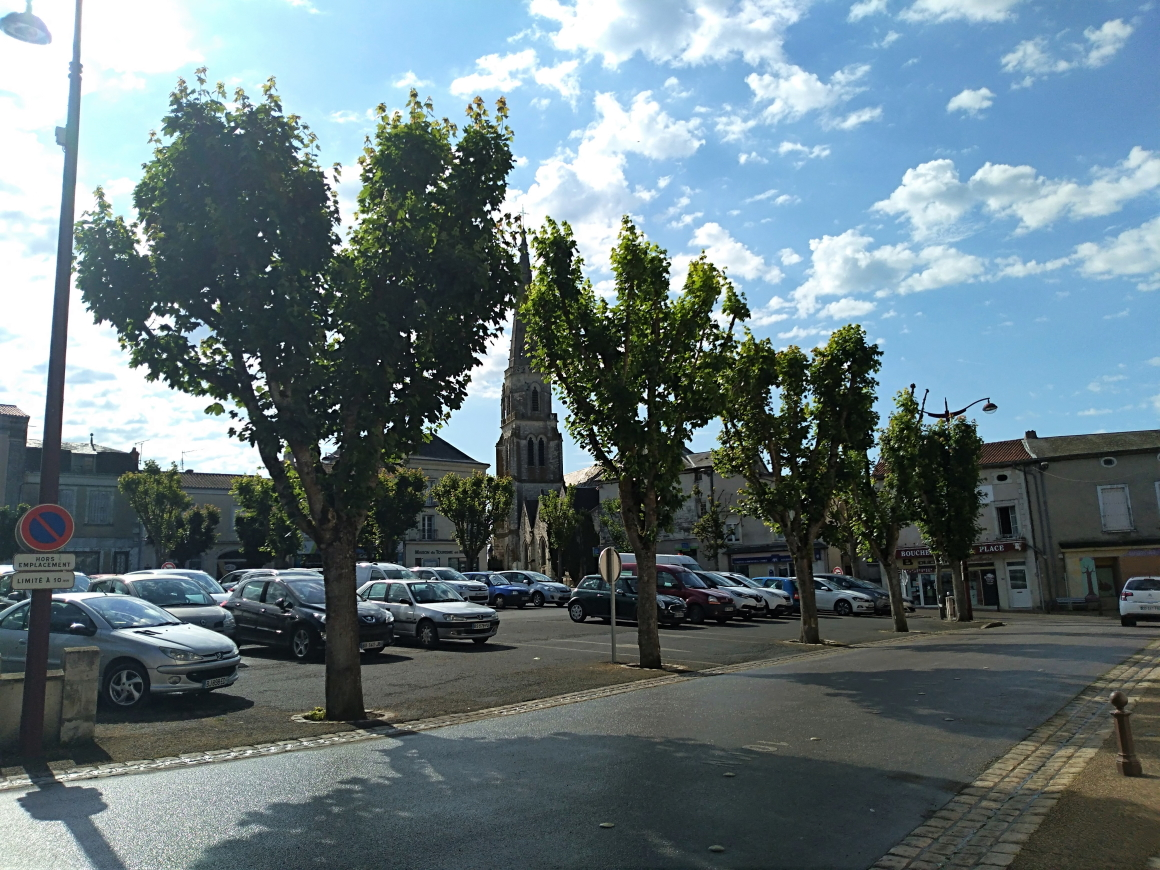
La place de la République, place centrale de Mirebeau et l'église de nos jours.
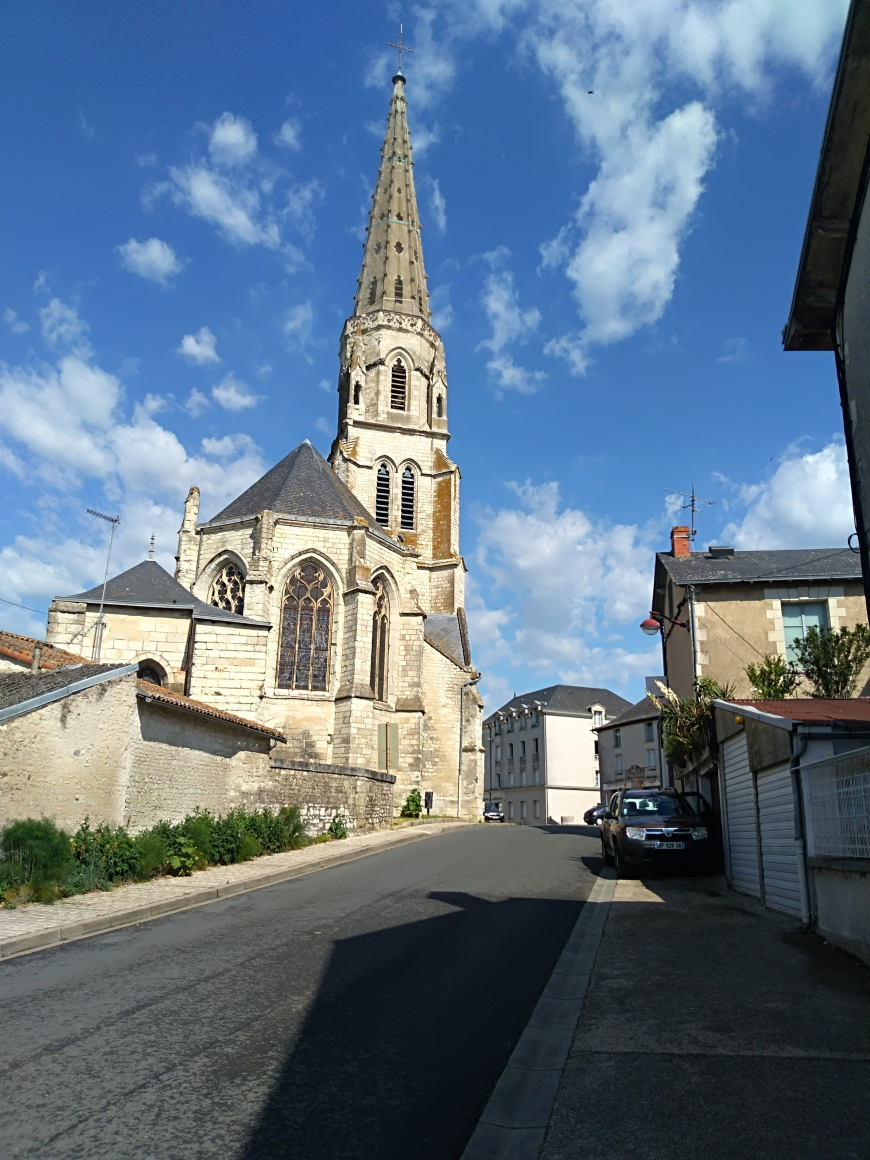
L'église de Mirebeau.

#### Patrimoine environnemental

##### Les plaines du Mirebalais et du Neuvillois
- Les plaines du Mirebalais et du Neuvillois qui couvrent 100 % du territoire communal sont classées comme zones naturelles d'intérêt écologique, faunistique et floristique (ZNIEFF)[47].

##### La carrière souterraine de la Boule d'Or
La carrière souterraine de la Boule d’Or est située à quelques kilomètres à l’est de Mirebeau. C’est une ancienne carrière de tuffeau (ou craie dure du Turonien) qui a été creusée dans le calcaire dont l’exploitation a été abandonnée depuis plusieurs décennies. Cette cavité, instable et dangereuse, est, de nos jours, un site important dans le département de la Vienne pour l’hibernation des chiroptères dont sept espèces ont été recensées au cours de la première décennie du XXIe siècle. Deux espèces présentent des effectifs significatifs : le Grand rhinolophe (200 individus) et la Barbastelle (10 individus). Ces deux espèces sont accompagnées du Grand Murin, du Murin à moustaches, du Murin à oreilles échancrées, du Murin de Daubenton et du Petit rhinolophe.

### Personnalités liées à la commune
- Jeanne de Valois (1447-1519), fille naturelle de Louis XI, dame de Mirebeau, enterrée à Mirebeau.
- Jean-Claude Dubois (1742-1836), homme politique né à Mirebeau, maire de Chatellerault, député du tiers état aux États généraux de 1789.
- Guillaume Poulle (1861-1937), sénateur de la Vienne de 1906 à 1927. Maire adjoint en 1898 et conseiller général pour le canton de Mirebeau en 1899, et maire de Cherves.
- Georges David (1878-1963), horloger et écrivain.
- Philippe Borrell (1890-1915), philosophe. Son nom est inscrit sur le monument aux morts de Mirebeau et au Panthéon dans la liste des 560 écrivains morts pour la France.
- Maurice Aguillon (1897-1945), député et résistant mort en camp de concentration, né à Mirebeau.
- Jean Raffarin (1914-1996), né à Vouzailles (canton de Mirebeau), a donné son nom à l'école primaire de Mirebeau.
- Jean-Louis Riguet (1947-2025), écrivain né à Mirebeau.
- Paul-Marie Coûteaux (né en 1956), député européen et écrivain, réside à Mirebeau.

### Héraldique
| Blason | Blasonnement : Écartelée de gueules au pal d'argent et d'argent à la fasce de gueules. |